# Павлодарский сельсовет (Уваровский район)
Павлодарский сельсовет — сельское поселение в Уваровском районе Тамбовской области Российской Федерации.
Административный центр — село Павлодар.

## История
Статус и границы сельского поселения установлены Законом Тамбовской области от 17 сентября 2004 года № 232-З «Об установлении границ и определении места нахождения представительных органов муниципальных образований в Тамбовской области».

## Население
| 2010 | 2012 | 2013 | 2014 | 2015 | 2016 | 2017 |
| ---- | ---- | ---- | ---- | ---- | ---- | ---- |
| 877  | ↘858 | ↘838 | ↘801 | ↗817 | ↘776 | ↘760 |
| 2018 | 2019 | 2020 | 2021 |      |      |      |
| ↘750 | ↘741 | ↘724 | ↘712 |      |      |      |

## Состав сельского поселения
| № | Населённый пункт  | Тип населённого пункта       | Население |
| - | ----------------- | ---------------------------- | --------- |
| 1 | Александровка 1-я | село                         | ↘18       |
| 2 | Григорьевка 2-я   | деревня                      | ↘118      |
| 3 | Дмитриевка        | деревня                      | 8         |
| 4 | Масловка          | деревня                      | 34        |
| 5 | Павлодар          | село, административный центр | ↘699      |

### упразднённые населённые пункты
- Павловка — деревня, упразднена в 2018 году[14].